# Váha (přírodní památka)
Váha je přírodní památka, která se nachází na západním okraji obce Volárna v okrese Kolín. Důvodem ochrany je jedna z posledních lokalit růžkatce bradavčitého (Ceratophyllum submersum). Památku tvoří stará vodní nádrž v polích, obrostlá stromy. Na loukách okolo roste silně ohrožená ožanka čpavá (Teucrium scordium), ostřice oddálená (Carex distans) a ohrožené druhy kozinec dánský (Astragalus danicus) a ledenec přímořský (Lotus maritimus). Z živočichů se v lokalitě vyskytují kromě vodních bezobratlých (vážky, chrostíci, potápníci) např. silně ohrožený skokan štíhlý (Rana dalmatina).